# Sosopan (Padang Bolak)
Sosopan is een bestuurslaag in het regentschap Padang Lawas Utara van de provincie Noord-Sumatra, Indonesië. Sosopan telt 614 inwoners (volkstelling 2010).